# Felis silvestris silvestris
« Chat sauvage d'Europe » redirige ici. Pour les autres significations, voir Chat sauvage.
« Chat sylvestre » redirige ici. Pour les autres significations, voir Felis silvestris.
Espèce
Sous-espèce
Statut CITES
Statut de conservation UICN

 LC  : Préoccupation mineure
Synonymes
- Felis silvestris

Le chat sauvage d’Europe (Felis silvestris silvestris), plus communément désigné sous les noms de chat forestier ou encore celui de chat sylvestre, est un mammifère carnivore de la famille des félins. Si certains organismes de classifications comme l’UICNet ITIS le considère comme une espèce distincte du chat domestique ou du chat sauvage d’Afrique sous le nom de Felis silvestris, il est, localement, plus généralement considéré comme une sous-espèce européenne du chat sauvage (Felis silvestris).

## Morphologie
Son apparence est très proche du chat domestique. 

### Mensurations
La longueur et le poids du chat forestier ont souvent été exagérés. Les études de Condé et Schauenberg ont mesuré 177 individus français. Ils ont abouti aux poids suivants : 5 kg pour les mâles et 3,5 kg pour les femelles en moyenne. Les poids maximum ayant été de 7,7 kg pour les mâles et de 4,95 kg pour les  femelles hors gestation. Toutefois, les variations individuelles peuvent être importantes sur les extrêmes : un mâle a été pesé à 8,1 kg en France et une femelle a été pesée à 6,218 kg (dont 113 g de contenu stomacal) en 1973. Le poids peut fluctuer d'environ 500 g, qui correspond à la masse contenue dans l'estomac et à la valeur des besoins journaliers du chat. Des variations saisonnières ont également été mesurées : de 1,1 kg à 2,5 kg chez les mâles et de 0,250 kg à 2,15 kg chez les femelles. Chez les mâles, le poids est à son maximum à l'automne, en prévision de l'hiver, et peut atteindre 15 % du poids. Le minimum du poids chez les mâles est atteint au début du printemps jusqu'à la fin de l'été, principalement en raison de la période du rut et de la mue de printemps qui occasionnent de fortes dépenses d'énergie. Chez les femelles, la variation est plus complexe en raison de la gestation qui s'accompagne d'un gain de poids d'environ 1 kg.
En moyenne, les individus mâles mesurent (tête + corps) de 57 à 61 cm avec une queue entre 30 et 32 cm. Les individus femelles mesurent en moyenne de 51 à 57 cm avec une queue de 29 à 30 cm. La queue des individus dépasse dans la quasi-totalité des cas 50 % de la longueur tête+corps. La longueur de l'animal est peu corrélée à son poids : les individus les plus lourds ne sont pas forcément les plus longs. Les chats forestiers sont généralement plus hauts sur pattes que le chat domestique : la longueur de la  patte arrière varie entre 12,5 et 16 cm pour les mâles (10,8 à 13,5 cm pour les mâles chats domestiques) et de 12 à 15 cm pour les femelles sylvestres (10,2 à 13,5 pour les femelles domestiques). En comparaison avec le chat orné, il est de plus grande taille, mesurant sans la queue de 40 à 66 cm et son pelage n'est pas tacheté de points noirs mais rayé.
La capacité crânienne du chat forestier varie de 31 à 52 cm3.

### Robe

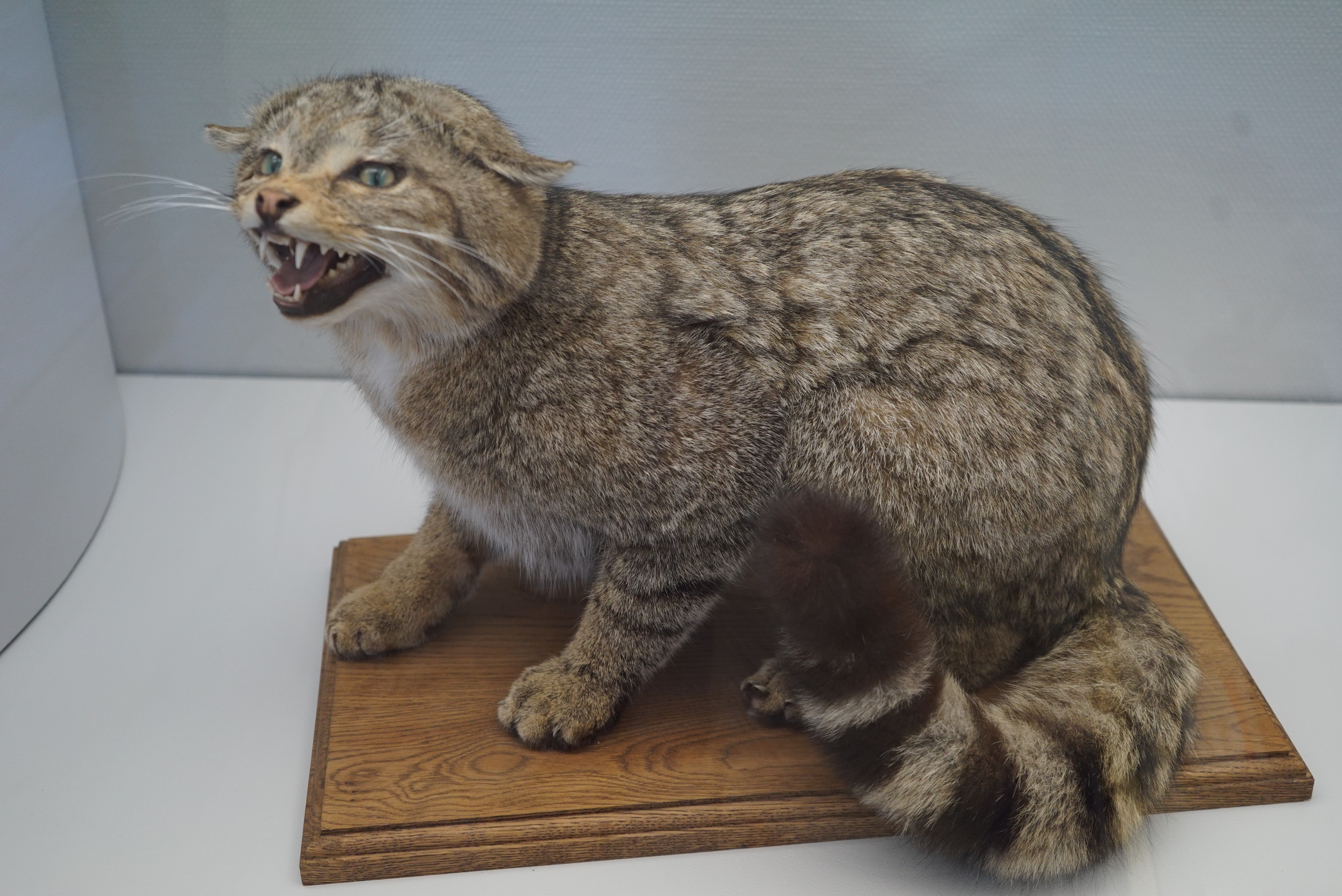
Spécimen naturalisé (Troyes).

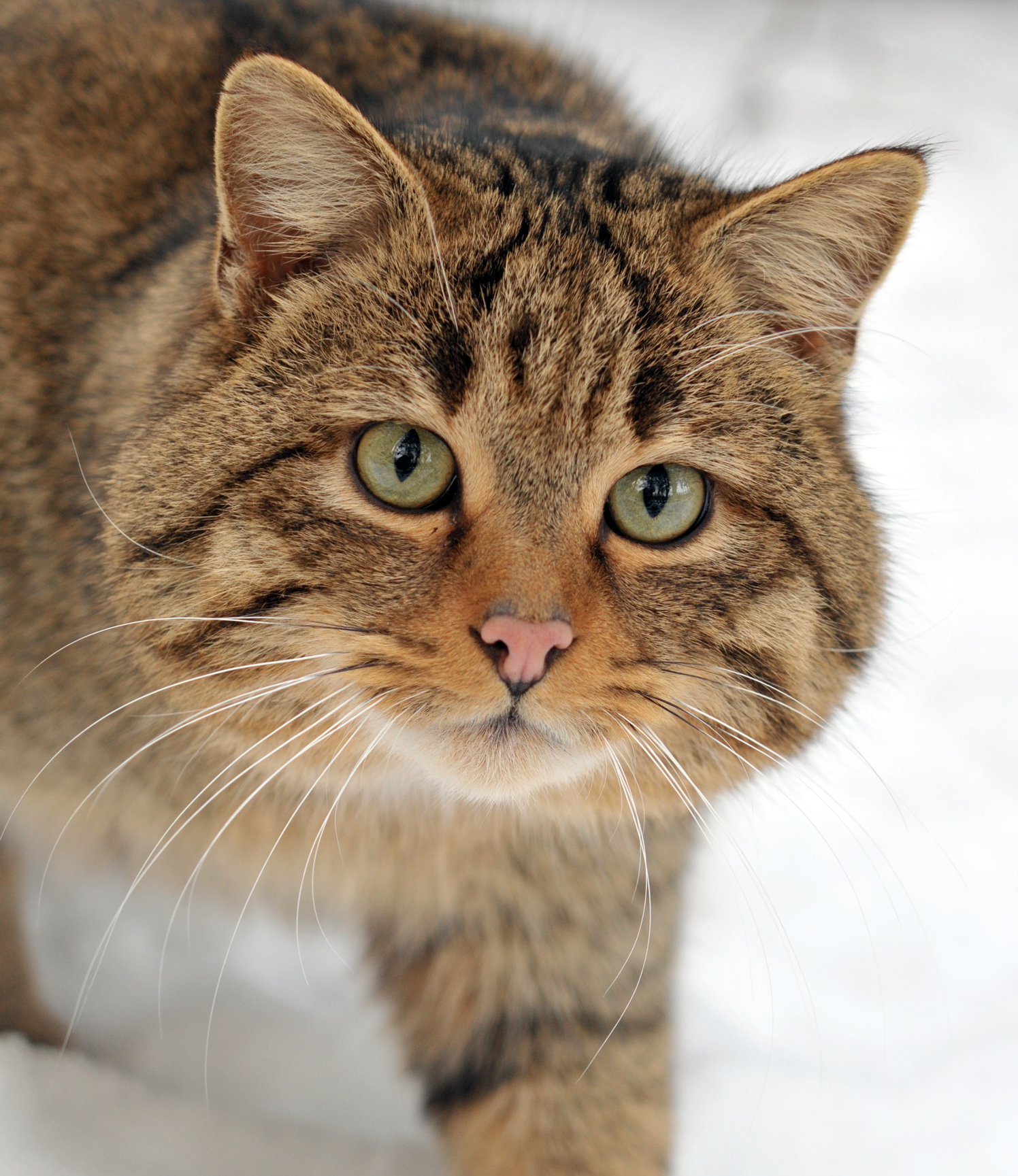
Tête vue de face.

Le chat forestier a un manteau tigré assez touffu avec une épaisse queue cylindrique. Le poitrail et le ventre sont plus clairs que le dos. Le pelage d'hiver est plus foncé et argenté que celui d'été. 
La tête peut être ornée de bajoues. Le menton, le bout du museau, l'intérieur des oreilles sont blancs. Les vibrisses sont blanches et très développées. Le chanfrein est fauve-roux. Le reste du museau, l'aine, l'intérieur des cuisses et la face externe des oreilles est brun-fauve. Certains individus ont une tache blanche au niveau de la gorge, du ventre ou du pubis.  La truffe est rose cerclée d'un fin liseré noir. L'iris est jaune ou jaune-verdâtre.
Le reste de la tête, le tronc, les cuisses, la partie supérieure des pattes et les deux premiers tiers de la queue ont la même couleur de fond. Cette couleur est un mélange entre blanc, fauve, noir et argent. Trois nuances du pelage existent :
- robe grise avec une prédominance de blanc argenté dans les zones claire et à l'extrémité des jarres ;
- robe rousse/fauve clair en raison de la prépondérance de la couleur jaune-fauve dans les zones claires ;
- robe sombre ou mélanique dû à une abondance de poils noirs. Ces individus sont rares et surtout présents en Écosse.

Le dessus du pied est gris-beige, le dessous est noir. Certains individus ont un ou plusieurs orteils blancs. 
Les rayures sont typiques du chat forestier : elles sont nettement moins marquées que celles d'un chat domestique tigré. Il existe plusieurs rayures communes à tous les individus :
- une ligne dorsale (aussi appelée spinale) noire, unique et très visible. Elle s'étend sans interruption de l'arrière du garrot à la racine de la queue ;
- la queue est parcourue d'anneaux noirs toujours fermés en nombre variable. Ces anneaux deviennent de plus en plus larges et visibles en allant vers l'extrémité. Le bout de la queue est toujours noir. Il est très rarement possible d'observer un faisceau de poils blancs sur le manchon de l'extrémité ;
- quatre voire cinq rayures noires vont du front jusqu'au cou. Les deux rayures externes naissent au-dessus des yeux -légèrement vers l'intérieur de la face- de deux petits «V» dits lyres hébraïque. La cinquième rayure est la raie médiane et apparait lorsque le dessin est irrégulier. Ces raies se fondent en un dessin confus dans la région cervicale. Émergent de ce dessin, sur la nuque, quatre raies noires. Les deux rayures externes s'incurvent vers les épaules, les deux rayures internes se terminent de part et d'autre de la colonne vertébrale au milieu des épaules ;
- deux rayures partent de l'angle externe des yeux vers l'arrière ;
- deux rayures partent des zygomatiques vers l'arrière.

Les flancs sont parcourus de rayures noires perpendiculaires à la ligne spinale sans y être rattachés ou de taches noires imprécises et souvent absentes dans la robe fauve et le pelage d'été mais plus marquées dans la robe grise. Les rayures disparaissent sous le ventre, lui-même tacheté. 
Les pattes sont rayées du côté externe jusqu'à l'articulation carpienne ou tarsienne. Une ou deux rayures sont visibles du côté interne.
Le pelage d'été a une densité de 5 500 à 24 000 poils/cm2 avec des poils plus courts (2 à 3 cm) et plus épais. Le pelage d'hiver, de fin octobre à fin mars, à une densité de 10 000 à 30 000 poils/cm2 avec une longueur de 6 à 7 cm sur le dos. La mue prend environ six semaines.
La robe du chat sylvestre est très homogène dans la population : 90 % des cas sont portés par un seul phénotype.

### Différences et points communs avec le chat domestique

Chat sauvage, 1850
Rosa Bonheur
Nationalmuseum, Stockholm

Il est très difficile de distinguer un chat forestier d'un chat domestique. D'une manière générale, il s'en distingue par une stature supérieure (il est plus long que le chat domestique de 50 % de la longueur tête+corps), une fourrure plus longue, une queue cylindrique et épaisse et un stop nasal (courbure du nez entre le front et le museau) plus marqué. Toutefois, ces différences se portent sur les moyennes mesurées chez l'une et l'autre espèce. Ainsi, par exemple, les plus grands individus domestiques sont d'une stature équivalente voire supérieure aux plus petits chats sylvestres. Ainsi, la seule technique absolue est apparue avec l'analyse génétique des échantillons. Les empreintes laissées par les deux espèces sont identiques. 
Les mammalogistes ont souvent utilisé les différences sur les mesures crâniennes (volume et longueur) mais cette technique s'avère parfois considérer comme sylvestre un chat génétiquement identifié comme domestique et vice-versa. Par ailleurs, elle n'est pas applicable à des observations in-vivo. Une autre technique de différenciation concerne la mesure de la longueur intestinale. Le tube digestif du chat forestier est plus court que celui du chat domestique. Là encore, le bon suivi méthodologique est impératif pour la pertinence des mesures : il faut prélever l'intestin du pylore jusqu'à l'anus en vidant le colon des fèces et de le pendre le long d'un mètre ruban pour éviter un étirement anormal. Les longueurs vont jusqu'à 92 cm pour les femelles et 170 cm pour les mâles sylvestres contre 165 à 254 cm chez les mâles domestiques et 155 à 220 cm chez les femelles. L'indice intestinal (longueur de l'intestin divisé par la longueur tête+corps) permet de différencier dans la plupart des cas - mais pas tous - les groupes forestiers et domestiques. Cette méthode peut aussi manquer de précision en raison de la texture de l'intestin.
Plusieurs mammalogistes ont pris des chats domestiques pour des chats sylvestres et vice-versa, et publié des travaux sur la mauvaise espèce ; multipliant ainsi des confusions.

## Aire de répartition

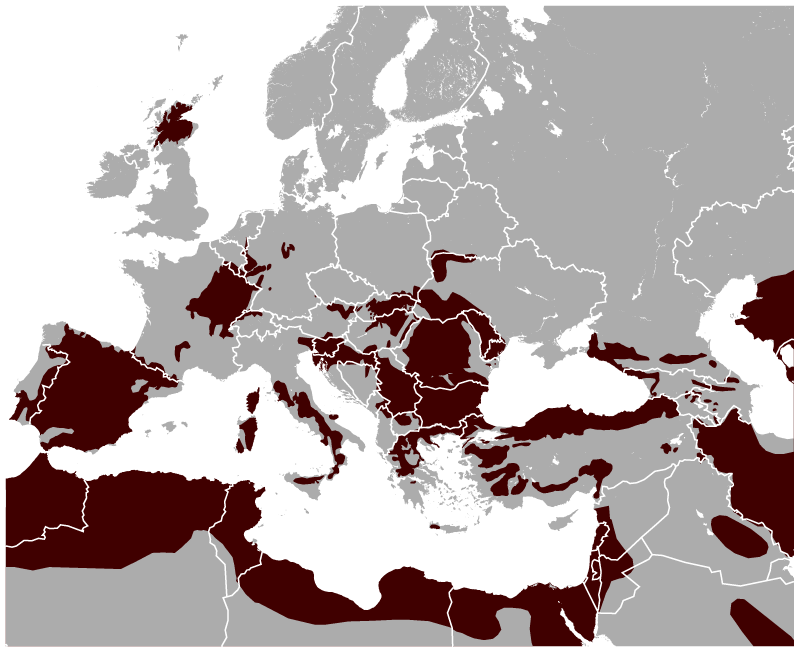
Répartition du chat sauvage en Europe en 2015.

Les chats sauvages étaient nombreux en Europe au Pléistocène ; quand la glace a disparu, ils se sont révélés adaptés à une vie dans les forêts denses. Historiquement, l'aire de répartition du chat forestier couvrait toute l'Europe jusqu'au Caucase à l'exception de l'Irlande, de la Corse, où il pourrait être représenté par le chat-renard récemment découvert et de la Sardaigne. Les changements climatiques mais surtout la régression des zones boisées ont diminué la population et l'aire de répartition, principalement aux XVIIIe et XIXe siècles. 
La dynamique actuelle d'expansion des forêts en Europe de l'Ouest entraîne une recolonisation de la part du chat forestier. Le chat sauvage d'Europe habite dans les forêts d'Europe de l'Est, d'Europe centrale et d'Europe de l'Ouest, aussi bien en Écosse qu'en Turquie. Il n'est cependant présent, ni en Scandinavie, ni en Islande, ni en Angleterre, ni au Pays de Galles. 
L'espèce est absente des régions où la neige recouvre plus de 50 % du sol, a une épaisseur de plus de 20 cm et persiste plus de 100 jours dans l'année. C'est également la raison de l'absence de cette espèce dans les zones de haute altitude. Dans le massif jurassien, l'espèce est rare au-dessus de 1 000 mètres. D'une manière générale, il est peu présent au-dessus de 800 mètres d'altitude.
En France, sa présence est avérée dans toute la chaîne des Pyrénées ainsi que dans un large quart Nord-Est suivant un axe Nord-Sud du département Nord à la Corrèze, et un axe Ouest-Est de la Corrèze à la Savoie. Sa présence est probable mais non certaine dans trois départements limitrophes de son implantation : Indre-et-Loire, Vienne et Haute Vienne.

## Habitat
Le chat forestier, comme l'indique son nom, est grandement dépendant de la présence de forêts. Les zones boisées doivent occuper au moins 30 % de la surface de son territoire. Ses zones de prédilections sont les grands massifs boisés de plaine, de colline, de basse et de moyenne montagne avec leurs périphéries. Les forêts de feuillus et mixtes sont préférés. À l'inverse, les chats sylvestres fréquentent peu les massifs résineux (plantations artificielles ou forêts de sapins de moyenne-montagne) ainsi que les forêts de châtaigniers en zone méditerranéenne. D'autres éléments sont prisés : milieux de lisières, prairies, zones forestières entrecoupées d'éclaircies, éboulis sur pente, vallons avec cours d'eau, coteaux ensoleillés, jeunes plantations et clairières de régénération. Les petits rochers sont des gîtes diurnes très utilisés en milieu forestier. 
Ces félins affectionnent aussi les zones humides et les forêts riveraines de grandes surfaces d'eau (rivières, lacs). Ainsi, sont fréquentés les roselières, saules et peupliers noirs le long du Dnestr en Moldavie ; les plaines inondables bordant le Danube en Roumanie ; les grands lacs de Champagne et de Lorraine en France.
La couverture neigeuse influe grandement sur l'habitat du chat forestier : sa morphologie ne lui permet pas d'évoluer facilement dans les zones où la neige a plus de 10 centimètres d'épaisseur. Dans certaines régions du Caucase, d'Écosse, d'Italie et d'Allemagne, des chats forestiers se déplacent vers les altitudes moins élevées plus favorables en termes d'épaisseurs de neige. L'écart entre les sites d'altitude et les zones de repli peut aller jusqu'à 400 mètres de dénivelés.
Les régions où le chat sylvestre est en abondance sont toutes de densité humaine relativement faible avec un habitat rural regroupé. Le mode d'agriculture et d'exploitation forestière ont un impact sur leur présence. Toutefois, il semble que les chats peuvent s'accommoder d'une présence humaine assez marquée et relativement proche pourvu qu'elle soit momentanée : dans les Vosges du Nord, une chatte a mis bas dans une souche située à 15 m d'un sentier de randonnée. Ces zones doivent être constituées de friches basses, ronces ou lisières broussailleuses empêchant les intrusions humaines.
Seule la population écossaise présente des différences majeures par rapport à ce schéma général. En effet, la zone écossaise est constituée de landes ouvertes à bruyères (62 %) et de forêts de résineux (24 %). Les chats sylvestres écossais fréquentent donc les forêts de résineux et leurs abords.

## Comportement

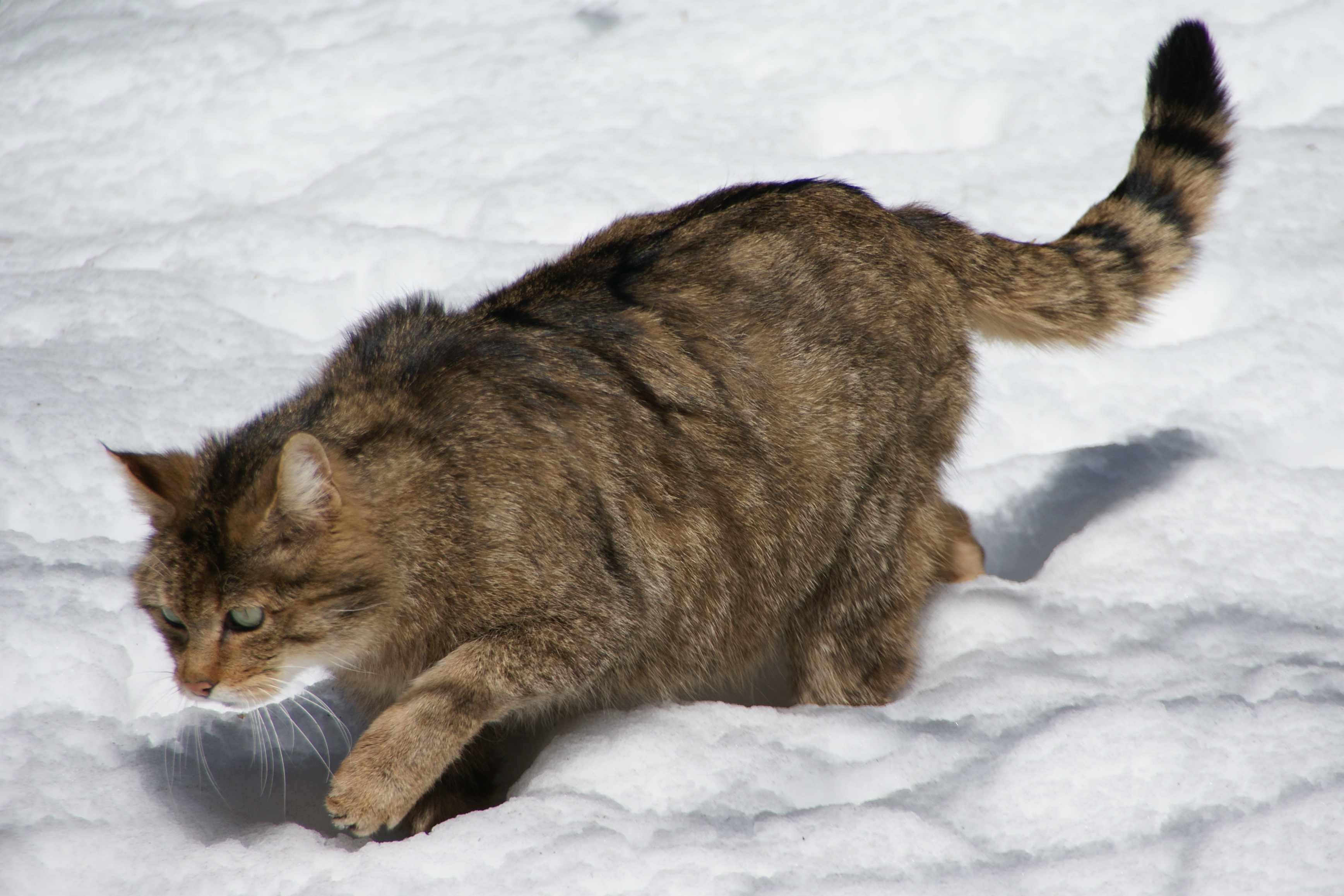
Chat forestier en chasse.

Les chats sauvages sont extrêmement timides. Ils évitent de s'approcher des humains. En raison de ce caractère, le comportement des chats sylvestres n'a pu vraiment être étudié qu'à l'apparition de la télémesure, dans les années 1970, qui a permis d'équiper des individus de colliers émetteurs. Le rythme d'activité de ce prédateur est fortement dépendant de la présence et du comportement des proies ainsi que de l'activité humaine. Dans une étude de suivi de 12 chats en Lorraine, Stahl a démontré qu'il existe également une importante variabilité individuelle qui limite la description d'un rythme type. Principalement nocturnes, les chats peuvent être actifs à tout heure du jour et de la nuit. Certains individus sont principalement nocturnes alors que d'autres sont diurnes et nocturnes. Le début et la fin du cycle d'activité ne sont pas synchronisés avec le lever et le coucher du soleil. Tout au long de l'année, la période d'activité débute entre 16 et 18 heures et se termine entre 5 et 7 heures, même pour les individus strictement nocturnes. Les activités peuvent être interrompues lors de chutes de neige, avec des sorties brèves hors du gîte.
Ils vivent en solitaire et tiennent un territoire d'environ 3 km2 chacun. Les distances quotidiennes moyennes parcourues sont très variables mais sont comprises entre 4,3 et 12,1 km avec des pointes à 19,7 km. Il est fortement dépendant du territoire. Plus le domaine vital est important, plus la longueur et la vitesse moyennes de déplacement sont élevées. Différents comportements existent en fonction de la superficie du territoire :
- petits domaines vitaux : principalement détenus par les femelles. Elles traversent rarement plus de 60 mailles de 1 ha par 24 heures. La vitesse moyenne de déplacement est faible : de 225 à 1 065 m/h. Elle est sans doute liée à un mode chasse stationnaire, à l'affût. Les trajets rectilignes de longues durées sont rares ;
- domaines les plus vastes : détenus par les mâles. Les itinéraires traversent généralement plus de 100 mailles de 1 ha par 24 heures. La vitesse de déplacement varie de 1215 à 2 031 m/h avec certains pics entre 3 et 6 km/h. En plus du mode de déplacement présent au point précédent, apparaît un type de déplacement plus rectiligne et rapide. Ils correspondent probablement à une chasse itinérante ponctuée de visites de terriers et d'activités de marquages. Ce sont des itinéraires de patrouille du territoire entrecoupés de séances de chasse.

Le chat sauvage a l'habitude de marquer son territoire à l'aide de ses griffes sur des troncs d'arbres ou d'arbustes debout ou couchés. Il choisit généralement des arbres à l'écorce fibreuse. Si le sureau noir a souvent sa préférence, il ne dédaigne pas les jeunes résineux et les lilas. L'écorce est dilacérée sur une hauteur de 30 à 40 cm et s'effiloche au fil du temps car le chat revient régulièrement au même endroit. Il est important que ses griffes restent aiguës et tranchantes, c'est pourquoi la partie externe de l'enveloppe cornée s'exfolie. En observant bien au pied de l'arbre lacéré, on peut trouver des morceaux de griffes.
L'animal n'est pas facile à observer car il évite de s'approcher des humains.

## Menaces et conservation

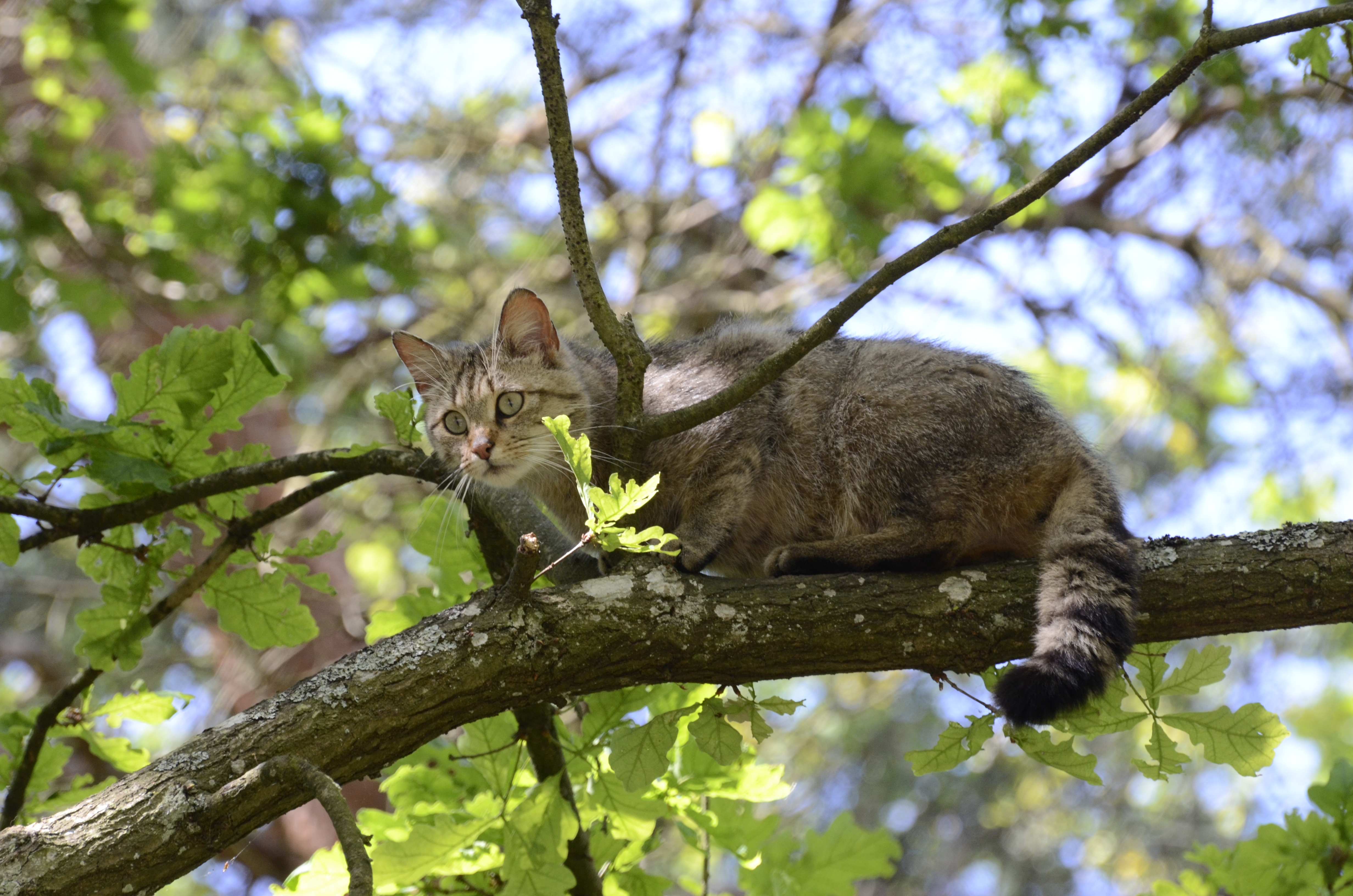
Un chat perché sur sa branche au Domaine des grottes de Han en Belgique.

Le chat forestier est considéré comme menacé au niveau européen et, depuis les années 1970, c'est une espèce protégée sur l'ensemble de son aire de répartition. Pour conserver le chat sauvage, il faut protéger l'ensemble de son habitat : forêts, bosquets, haies et prairies. Le chat sauvage d'Europe bénéficie d'une protection totale sur le territoire français depuis l'arrêté ministériel du 17 avril 1981 relatif aux mammifères protégés sur l'ensemble du territoire. Il est inscrit à l'annexe II de la convention de Berne. Il est donc interdit de le détruire, le mutiler, le capturer ou l'enlever, de le perturber intentionnellement ou de le naturaliser, ainsi que de détruire, altérer ou dégrader son milieu. Qu'il soit vivant ou mort, il est aussi interdit de le transporter, colporter, l'utiliser, le détenir, le vendre ou l'acheter.
En Europe, le croisement avec des chats domestiques est une menace pour les populations de chats sauvages d'Europe . Une étude publiée en 2020 a pour la première fois quantifié à large échelle le taux d’hybridation entre ces deux espèces. Les auteurs ont découvert qu’il varie considérablement d’une région à une autre. Les populations ibérique, italienne, et écossaise sont celles qui ont la plus grande introgression, avec plus de 20% d’individus hybrides. Les populations suisses et de l’est des Alpes ont un taux d’hybridation moyen (environ 15%). Enfin, les populations d’Allemagne centrale, de l’ouest d’Europe centrale, et de l’est de l’Europe contiennent 5% ou moins d’individus hybrides.
L’intégrité génétique du chat sauvage d’Europe semble persister malgré le nombre élevé de chats domestiques dans son aire de répartition. Toutefois, un suivi régulier et coordonné de cette espèce est vivement recommandé pour garantir sa conservation sur le long terme. En effet, à ce jour, nous ne comprenons que peu la dynamique de l’hybridation et ses conséquences chez cet animal.
Dans une série de trois articles, dont le dernier est paru le 2 septembre 2020 dans la revue Evolutionary Applications, une équipe de biologistes genevois et zurichois a modélisé l’histoire du chat sauvage en Suisse durant les cinquante dernières années. Elle a également réalisé des projections sur l’avenir de cette espèce sur le territoire. La première partie de ce parcours est plutôt réjouissante pour les conservateurs de l'espèce : le chat sauvage, qui a frôlé l’extinction en Suisse au XXe siècle, se porte désormais plutôt bien. Il a accru son aire de répartition ainsi que ses effectifs depuis 1963, date d’entrée en vigueur d’une loi assurant sa protection. L’animal a même été aperçu récemment dans le canton de Genève pour la première fois depuis 1887. La seconde partie, le futur, serait moins réjouissante. En effet, le chat domestique (Felis catus), qui est très supérieur en nombre, est un animal errant avec lequel le chat forestier n'hésite pas à s’accoupler pour donner naissance à des petits hybrides fertiles. Les modèles bio-informatiques que les scientifiques ont mis au point montrent qu’à terme, quel que soit le scénario envisagé, les deux espèces (ou sous-espèces selon les définitions) pourraient se mélanger à tel point qu’il serait bientôt impossible de les distinguer. Pour éviter cette hybridation définitive – qui s’est déjà réalisée en Écosse et en Hongrie – il faudrait stériliser le plus rapidement possible les chats domestiques, y compris et surtout les individus errants, dans les régions où ils sont en contact avec les félins sauvages.
En 2020 « ce chat sauvage connaît une phase d’expansion en France ». 

### Réintroduction
Une réintroduction a été faite à La Sarraz, en Suisse entre 1971 et 1974.

## Alimentation
Le régime alimentaire du chat forestier est composé essentiellement de micro-mammifères (plus de 90 % des proies). Les animaux de la taille du lièvre et de la poule représentent la limite supérieure des proies capturées vivantes. Les petites proies sont mangées sur place. Les besoins quotidiens sont de 400 à 500 g de nourriture.
Le chat sauvage d'Europe chasse les petits mammifères : mulots, souris, campagnols, musaraignes et lapins de petite taille, ainsi que des oiseaux : moineaux, mésanges, merles, geais, etc. En raison de son environnement, la population écossaise a une part importante de lagomorphes (lapins de garenne principalement) dans son alimentation. Leur fréquence d'apparition dans les fèces n'est jamais inférieure à 91 %. Seule la population slovaque montre un régime très diversifié : en hiver, en plus des micro mammifères, les chats prélèvent 16 à 30 % de lièvres, 19 à 26 % d'oiseaux et 13 à 15 % de chevreuils (consommés à l'état de cadavres).
Les populations vivant aux abords des zones d'eau chassent les proies locales, au moins périodiquement : rats musqués, batraciens durant la période de frai, certaines espèces d'oiseaux d'eau voire poissons.
Il peut à l'occasion se nourrir de charogne. L'analyse de certaines fèces a permis de détecter la présence de gibier bien plus gros que ce que le chat sylvestre est capable de chasser : chevreuil, chamois, sanglier, mouton et cerf élaphe. 
Le chat forestier chasse en solitaire, à l'approche et à l'affût. Bien qu'il soit un très bon grimpeur, il ne chasse jamais dans les arbres. Les proies sont toujours capturées au sol.

## Reproduction
La période d'activité sexuelle a lieu entre mi décembre et mi août. La durée de l'œstrus est en moyenne de 5 à 6 jours. Il y a une portée par an voire deux (portée de remplacement) si la première n'a pas survécu. La durée de gestation moyenne est de 66 jours. La grande majorité des naissances a lieu entre mars et mai. La mise bas peut se faire dans des sites variés : dans les secteurs de friches, les portées peuvent être à même le sol sous des ronciers et des buissons. En forêt, les chattes peuvent utiliser des trous d'arbres, souches creuses… Les constructions humaines (granges, maisons inhabitées…) sont aussi utilisées. Si l'opportunisme prime, le seul impératif du gîte est la protection qu'il offre contre les éléments (pluie). 24 à 48 heures avant les naissances, la femelle gratte le sol pour le débarrasser d'une éventuelle litière. Il n'y a pas d'apport de substrat par la femelle. 
Il y a un à quatre petits par portée, rarement cinq. Le ratio mâle/femelle est équilibré en captivité mais en milieu naturel les mâles sont deux fois plus nombreux que les femelles. Le poids de naissance est d'environ 135 g. Il est multiplié par 2 ou 3 jusqu'au 19e jour. À 3 mois, le jeune chat pèse environ 1 300 g. Le poids adulte est atteint à 9 ou 10 mois soit bien avant la fin de la croissance à 18 ou 19 mois. Les chatons ouvrent les yeux entre le 7e et 12e jour et commencent à se déplacer entre 16 et 20 jours. La période principale de lactation dure 6 à 7 semaines mais les jeunes peuvent téter sporadiquement jusqu'à l'âge de 4 mois. Le sevrage commence vers 1 mois, ou 1 mois et demi et dure deux à trois semaines. La première prise de nourriture solide intervient entre 30 et 40 jours. 5 à 10 jours plus tard, l'absorption de morceaux de proies est un comportement acquis par les chatons.

## Origines de la surestimation du poids et de la longueur du chat sylvestre
Le chat sauvage a souvent été décrit dans la culture populaire comme un félin aux proportions et au poids exagérés. Plusieurs raisons en sont la cause. Tout d'abord, il convient de mentionner des méthodes de mesures scientifiques inadaptées. De nombreuses mesures ont été réalisées sur des sujets empaillés dans les musées, or les traitements imposés aux peaux durant la naturalisation peuvent occasionner un allongement de 20 % de la longueur. Sur un individu mesuré avant et après naturalisation, on a ainsi constaté que la longueur tête+corps était passée de 67 cm à 80 cm et que la longueur de la queue était passée de 26,5 cm à 30 cm.